# جبل المدرج (خيران المحرق)

تعديل مصدري - تعديل

جبل المدرج هي إحدى قرى عزلة مسروح بمديرية خيران المحرق التابعة لمحافظة حجة، بلغ تعداد سكانها 8 نسمة حسب تعداد اليمن لعام 2004.